# Stephen Sunday
Sunday Stephen Obayan dit Sunny, né le 17 septembre 1988 à Lagos (Nigeria), est un footballeur hispano-nigérian. Il joue au poste de milieu de terrain avec le Paphos FC à Chypre.
Il a joué avec les différentes sélections de jeunes espagnols, des -15 ans à l'équipe d'Espagne espoirs de football. Il a cependant récemment choisi comme sélection A l'équipe du Nigeria.

## Palmarès
- Valence CF
  - Vainqueur de la Coupe du Roi en 2008.